# Seija Simola
Seija Saara Maria Simola, née le 25 septembre 1944 à Helsinki et décédée le 21 août 2017 à Vantaa, est une chanteuse et parolière finlandaise.
Elle est populaire dans les années 1960 et 1970. Ses chansons les plus connues sont Kun aika on, Sulle silmäni annan, Maritza et Et itkeä saa Argentiina.
Elle représente la Finlande au concours Eurovision de la chanson en 1978 avec la chanson Anna rakkaudelle tilaisuus.

## Biographie
Le père de Seija Simola, Urpo Simola, est un artiste peintre et reçoit le titre honorifique finlandais de « director cantus ».
Elle commence sa carrière à 18 ans en tant que soliste pour Leo Lindblom, puis dans l’orchestre de Erkki Valaste. Elle sort ses premiers singles, Kun hämärtää et Suurkaupungin valot en 1966, et en 1969, les chansons Kun aika on, Sulle silmäni annan et Rakkaus kasvoista kasvoihin. La même année, elle sort Näkemiin, basé sur le Concerto d'Aranjuez et Kuutamo, une reprise de la musique Clair de Lune de Claude Debussy. Elle reprend et traduit aussi en finnois des chansons telles que Waterloo et Fernando du groupe ABBA. Ses plus grands succès sont Maritza et Et ikteä saa Argentiina. Dans les années 1970, Seija chante avec le groupe finlandais Pepe & Paradise et dans le groupe Lauluyhtye Fyrka, un projet musical de la chaîne de radio-télévision Yleisradio Oy. Elle enregistre aussi des chansons pour enfants dont la plus populaire est Pippuri ja unikko,.
Afin de participer à l’Eurovision, elle s’inscrit à 5 reprises aux sélections nationales finlandaises. Une première fois en 1972 où elle termine à la 4e place, en 1973 où elle finit à la 2e place, en 1974 en duo avec Lasse Mårtenson où ils obtiennent la dernière place, puis une quatrième tentative en 1977 où elle termine également dernière.
C’est en 1978 qu’elle gagne finalement la sélection nationale et représente donc la Finlande au concours Eurovision de la chanson en 1978 à Paris, avec la chanson Anna rakkaudelle tilaisuus, composée par Reijo Karvonen. La chanteuse termine à la 18e place ex-aequo, sur les 20 participants. À la suite de sa participation au concours, elle constate une baisse des ventes de ses albums et des places de concerts.
Dans les années 1980, Seija sort deux albums disco. La chanson Ei rakastaa voi tämän enempää, sortie en 1984, est son dernier tube. Les dernières chansons de Seija sont publiées en 2003 sur un album de compilation nommé 50–70-luvun ladyt: 17 Erik Lindströmin unohtumatonta iskelmää, qui a pour but de rendre hommage aux femmes artistes finlandaises des années 1950-1970. Le Ministre de l’Éducation attribue une pension d’artiste à Seija Simola en 2005.
En 2011, une opération chirurgicale endommage ses cordes vocales. Elle décide de se retirer de la scène publique et n'accepte plus de donner d'interview.
En 2019, Ismo Loivamaa et Pirkko Vekkeli publient sa biographie, qu’ils nomment Kun aika on : L’histoire de Seija Simola.

## Vie privée
En 1963, elle donne naissance à une fille, qui sera élevée principalement par sa mère et elle.

## Discographie
- Trio (1970)
- Seija Simola 1 (1970)
- Aranjuez mon amour – näkemiin (1970)
- Rakkaustarina (1971)
- Seija (1973)
- Tunteen sain (1976)
- Seijan kauneimmat laulut (1977)
- Katseen kosketus (1979)
- Tunteet (1984)
- Ota kii – pidä mua (1985)
- Seija (1986)
- 20 suosikkia – Sulle silmäni annan (1995)
- Parhaat – Seija Simola (1995)
- 20 suosikkia – Rakkauden katse (2002)
- Sydämesi ääni (2005)
- Sävyjä (2014)